# Sequeade e Bastuço (São João e Santo Estêvão)
Sequeade e Bastuço (São João e Santo Estêvão) (oficialmente: União das Freguesias de Sequeade e Bastuço (São João e Santo Estêvão)) é uma freguesia portuguesa do município de Barcelos, com 6,34 km² de área e 1808 habitantes (censo de 2021). A sua densidade populacional é 285,2 hab./km².

## História
Foi constituída em 2013, no âmbito de uma reforma administrativa nacional, pela agregação das antigas freguesias de Sequeade, São João de Bastuço e Santo Estêvão de Bastuço e tem sede em Sequeade.

## Demografia
A população registada nos censos foi:
| Distribuição da População por Grupos Etários | Distribuição da População por Grupos Etários | Distribuição da População por Grupos Etários | Distribuição da População por Grupos Etários | Distribuição da População por Grupos Etários | Distribuição da População por Grupos Etários |
| -------------------------------------------- | -------------------------------------------- | -------------------------------------------- | -------------------------------------------- | -------------------------------------------- | -------------------------------------------- |
| Antes da agregação                           |                                              |                                              |                                              |                                              |                                              |
| Ano                                          | 0-14 anos                                    | 15-24 anos                                   | 25-64 anos                                   | >= 65 anos                                   | Total                                        |
| 2001                                         | 423                                          | 366                                          | 940                                          | 225                                          | 1954                                         |
| 2011                                         | 333                                          | 261                                          | 1058                                         | 264                                          | 1916                                         |
| Após a agregação                             |                                              |                                              |                                              |                                              |                                              |
| Ano                                          | 0-14 anos                                    | 15-24 anos                                   | 25-64 anos                                   | >= 65 anos                                   | Total                                        |
| 2021                                         | 211                                          | 241                                          | 1027                                         | 329                                          | 1808                                         |